# Džimara
Lo Džimara (in russo  Джимара?; in georgiano ჯიმარა?; in osseto: Джимарайы хох), o Jimara, è una delle vette del Gran Caucaso. È alto 4780 m e si trova al confine tra l'Ossezia Settentrionale-Alania (Russia) e la regione Mtskheta-Mtianeti (Georgia). Fa parte della catena dei monti Khokh ed è alto 4780 m, è la seconda vetta dei Khokh dopo il monte Kazbek, da cui dista 9 chilometri in direzione ovest.
Quattro ghiacciai scendono dalle pendici della montagna. Il massiccio è composto da strati del Giurassico inferiore-medio, rappresentati da scisti, argilliti e arenarie. Nella parte inferiore della montagna sono esposti affioramenti di granodioriti e dioriti quarzose.